# N.E. Nielsen
Niels Erik Nielsen, kendt som N.E. Nielsen (født 14. marts 1948 på Frederiksberg) er en dansk advokat og tidligere partner i Bech-Bruun, nuværende partner i Lett Advokatfirma med kapitalmarkedsforhold, børsret, bestyrelsesarbejde, ledelsesansvar, finansieringsret og virksomhedsopkøb som sine specialer.

## Uddannelse
N.E. Nielsen blev student fra Falkonergårdens Gymnasium 1966, cand.jur. 1972 og blev ansat hos højesteretssagfører Børge Kock. 1975 fik han bestalling som advokat og 1980 møderet for Højesteret. Han er medlem af VL-gruppe 48.

## Karriere
I 2010 forlod han Bech-Bruun og blev året efter partner hos Lett Advokater. Han er især kendt som bestyrelsesformand i en lang række selskaber, for Satair A/S siden 1994, for Ambu A/S siden 1999, for A/S Dampskibsselskabet Torm siden 2000 og for Pele Holding A/S, Charles Christensen A/S, Charles Gulve Engros A/S, Torm Fonden, Danica-Elektronik A/S, Gammelrand Skærvefabrik A/S, Intermail A/S, WJC Grafisk A/S, Konvolut Danmark A/S, Lettershop Mailservice A/S, Preben Olsen Automobiler A/S, SCF Technologies A/S og Satair Service A/S.

## Tillidsposter
Han var tidligere bestyrelsesformand for GPV Industri A/S (1986 til 2009), for Mezzanin Kapital A/S (1998), Cimber Air A/S og Cimber Air Holding A/S (indtil 2010, nu bestyrelsesmedlem) og Amagerbanken A/S (1996 til 2010).
Han sidder i bestyrelsen for Gammelrand Beton A/S, Weibel Scientific A/S, Audio Holding A/S, Danica-Elektronik A/S, Kongskilde Industries A/S, National Industri A/S og Ejendomsaktieselskabet Matr.nr. 43e i Avedøre By.

## Kontroverser
I 2005 blev N.E. Nielsen idømt en bøde af Advokatnævnet på 5.000 kroner for at have handlet i strid med god advokatskik.
N.E. Nielsen fik i 2009 endnu en bøde af Advokatnævnet, denne gang på 75.000 kroner for inhabilitet i forbindelse med rådgivning om salget af Junckers og særdeles grov" overtrædelse af retsplejeloven. Grunden til, at denne bøde er så meget større, var at Advokatnævnet så det som skærpende omstændighed, at han tidligere havde fået den ovenfor nævnte bøde.